# Anton Tennet
Anton Tennet (* 6. Februar 1987 in Auckland) ist ein neuseeländischer Schauspieler und ehemaliger Kinderdarsteller.

## Leben
Tennet wurde am 6. Februar 1987 in Auckland geboren, wo er mit seiner jüngeren Schwester, der Schauspielerin und Synchronsprecherin Olivia Tennet, aufwuchs. Erste Schritte als Schauspieler machte er als Teenager in den Spielfilmen Her Majesty und Kids World im Jahr 2001. Nach Episodenrollen in einer Episode der Fernsehserie Mercy Peak und der Fernsehserie Power Rangers Dino Thunder war er 2004 im Fernsehfilm Maiden Voyage – Jungfernfahrt in den Tod in der Rolle des Zach Considine, Filmsohn von Casper Van Dien, zu sehen. Es folgten Episodenrollen in den Fernsehserien Outrageous Fortune und Legend of the Seeker – Das Schwert der Wahrheit sowie 2010 eine Rolle im Fernsehfilm Die Tochter von Avalon. 2014 wirkte er im Musikvideo von Jeremy Redmore zum Lied Bad Philosophy mit. 2018 folgten Rollen im Spielfilm Mega Time Squad sowie im Kurzfilm Falling Up.

## Filmografie (Auswahl)
- 2001: Her Majesty
- 2001: Kids World
- 2002: Grace (Kurzfilm)
- 2003: Mercy Peak (Fernsehserie, Episode 2x17)
- 2004: Power Rangers Dino Thunder (Fernsehserie, Episode 1x22)
- 2004: Maiden Voyage – Jungfernfahrt in den Tod (Maiden Voyage, Fernsehfilm)
- 2005: Outrageous Fortune (Fernsehserie, Episode 1x07)
- 2006: Ozzie, der Koalabär (Ozzie)
- 2007: September
- 2008: Legend of the Seeker – Das Schwert der Wahrheit (Legend of the Seeker, Fernsehserie, Episode 1x03)
- 2010: Die Tochter von Avalon (Avalon High, Fernsehfilm)
- 2011: Underbelly: Land of the Long Green Cloud (Fernsehserie, Episode 1x02)
- 2011: Bliss (Fernsehfilm)
- 2012: Slugs & Snails (Kurzfilm)
- 2013: Romeo and Juliet: A Love Song
- 2013: Go Girls (Fernsehserie, Episode 5x03)
- 2014: Hope and Wire (Miniserie, 3 Episoden)
- 2015: Penny Black
- 2017: Why Does Love? (Fernsehfilm)
- 2017: Smoke (Kurzfilm)
- 2018: Mega Time Squad
- 2018: Falling Up (Kurzfilm)